# ألكسيس رايت
ألكسيس رايت (بالإنجليزية: Alexis Wright)‏‏ (25 نوفمبر 1950 - ) كاتِبة، وروائية من أستراليا.

## الجوائز
- جائزة مايلز فرانكلين
- Stella Prize [الإنجليزية]‏